# Benoît de Canfield
Pour les articles homonymes, voir Canfield.
Le frère Benoît de Canfield (1562-1611) est un religieux de l'ordre des frères mineurs capucins, mystique, auteur de la Règle de perfection.

## Biographie
Il est né sous le nom de William junior Fitch. Baptisé à Little Canfield, dans le Essex, il reçut à Paris selon la coutume de l'ordre capucin un nom de religion, Benoît, associé à son lieu de baptême : Benet (Benoît) de Canfield. Il fit des études pour devenir avocat avant qu'une lecture d'ouvrage de piété n'éveille en lui des scrupules.
Ayant réfléchi, lu et prié, il se convainc alors que toute la théologie réformée reposait sur des bases fausses (y compris celle de sa propre Église anglicane). Il passe donc au catholicisme, alors illégal en Angleterre, et doit continuer ses études au collège catholique anglais de Douai, qui était pendant la période élisabéthaine un centre important pour les réfractaires Anglais, ou pour les catholiques dans l'exil. Résolu dès son passage au catholicisme d'entrer dans les ordres, il entre chez les capucins en 1587. Cette nouvelle réforme de l'ordre franciscain venait de s'installer en France, et son mode vie, austère et contemplatif, mais apostolique est celui qu'il recherche. Très vite il se révéla doué de dons d'intériorisation intense, ou d'extases, qui faillirent lui coûter son renvoi de l'Ordre Capucin qui ne savait que penser de son absorption intense dans la méditation. Certains témoignages parlent même de phénomènes de lévitation. De retour en Angleterre, il y fut emprisonné deux années pendant lesquelles il écrivit Le Chevalier Chrétien. Il revint en France et meurt à Paris en novembre 1611.
Il est aussi connu, outre-Manche, sous le nom de Benet Canfield. Mais son nom lui ayant été conféré à Paris, le terme Benet est impropre en français. Converti de l'anglicanisme au catholicisme, il a marqué l'histoire du mysticisme anglais. La première édition de sa Règle de Perfection fut examinée par la Sorbonne au début du XVIIe siècle. Benoît de Canfield ayant sans peine réfuté cette édition faite sans son consentement, une seconde édition, amendant la troisième partie fut publiée sans problème. En Angleterre, son œuvre est certes moins connue que le Nuage d'Inconnaissance, œuvre anonyme médiévale anglaise. Les deux ouvrages traitent d'une forme supérieure d'attachement à Dieu et de renoncement à soi.
Sa Règle de Perfection commença à circuler largement en manuscrit et encore plus largement dans des éditions imprimées et non autorisées. Benoit publia des éditions officielles des deux premières parties de son travail, mais pas de la troisième. Une première question existe qui porte sur le contenu de la Règle de Perfection. Pour comprendre ce débat, il importe de bien saisir que les écrits circulaient encore sous deux formes, manuscrite et imprimée, et que la fidélité à l'auteur ou l'obtention de son accord étaient réellement accessoire, et ce pour tous les auteurs ! Selon Jean Orcibal, il est possible  qu'il prévoyait les critiques des théologiens orthodoxes devant l'audace de ses enseignements concernant les niveaux supérieurs de la prière. Mais ces audaces, en particulier la divinisation, ou déification de l'homme avaient déjà été franchies bien avant lui par les plus grands noms de la théologie : Thomas d'Aquin, saint Bonaventure, Augustin d'Hippone, les Pères Cappadociens. C'était et c'est encore, bien qu'actuellement peu exposé le cœur de la mystique chrétienne. Toujours selon Jean Orcibal, argumentant d'un nouveau manuscrit peut-être autographe découvert à Troyes, où, comme celui d'Angers seules les deux premières parties sont complètes, Benoît de Canfield aurait tardivement et lentement découvert et intégré le rôle central de la Passion du Christ qui constitue l'essentiel de la troisième partie rajoutée. Kent Emery fait remarquer en réponse que la passion du Christ était déjà largement présente dans les parties imprimées en premier. Sa théorie, qui a convaincu la majorité des chercheurs est que, comme en d'autres cas similaires à cette époque, des versions incomplètes, inachevés ont été imprimés malgré leur auteur et dans son indifférence, ce qui a conduit les autorités théologiques de son Ordre et de la Sorbonne à pratiquer à une audition de Benoît de Canfield, en 1609 ou 10, où celui-ci a affirmé ne rien rechercher qui soit cause d'erreur pour le lecteur. Dès cette date, les versions françaises sont complètes, avec une troisième partie importante, en accord avec les éditions italienne et anglaise, bien que les éditions anglaises soit augmentée dans le fil du texte de longues mises en garde adressées au lecteur et rédigée par Benoît de Canfield. Les éditions postérieures à cette date comportent en exergue les satisfecit et équivalents de l'imprimatur consécutif à l'examen de l'auteur et de l'œuvre.
Contrairement à une idée reçue, il ne fut pas mis à l'Index après sa mort par l'Église catholique, parce qu'il aurait été trop proche des idées quiétistes mais jugé comme un auteur difficile, parfois obscur, demandant une grande maturité spirituelle pour être appliqué sans risquer de faire fausse route. Cette mise à l'index survint en 1689, bien trop tard pour arrêter totalement la diffusion de son ouvrage. De plus, dans un paysage ecclésial où par le biais du Concile de Trente, l'Église Catholique Romaine tentait de lutter contre les Églises issues de la Réforme Protestante, la conversion et le mysticisme du puritain William Fitch en Frère Benoît de Canfield, surnommé "Maître des Maîtres", était un argument de poids qu'une trop forte condamnation aurait brisé.
C'est pourquoi la Règle de Perfection ne fut jamais vraiment oubliée, et comme tout livre théologique mis à l'index, consultée discrètement par les théologiens à des fins d'études ou de réfutation. Aucune réfutation directe ne fut publiée en France, à la différence de l'Angleterre, où l'autoritarisme anglican du XVIIe siècle ne pouvait laisser la vie et l'œuvre de cet apostat de la réforme sans réponse.
L'ouvrage fut utilisé par Aldous Huxley au cours des années 1940 et résumé dans son livre L'Éminence Grise (surnom d'un autre capucin parisien du XVIe siècle Joseph du Tremblay) comme un exemple de terrain d'entente entre le mysticisme oriental et le mysticisme occidental. Pourtant, à lire cet ouvrage, peu de points communs existent hormis les mots de néantisation, ou vide. Cette annihilation de soi en la volonté de Dieu (thèse canfieldienne), théorie christocentrique, étant trop différente sur le fond de la pensée orientale, ce rapprochement comme celui d'autres mystiques médiévaux est désormais abandonné par les spécialistes: le sens, la nature et la fonction du vide mystique varie trop entre ces cultures pour être pris comme point de rapprochement.
Au cours des années 1950 l'attention des catholiques fut de nouveau attirée sur lui avec la réédition de Vies d'Ange de Joyeuse et de Benoit de Canfield (1623), due à Jacques Brousse, et dont une grande partie comporte l'autobiographie du Père Benoît. En cela il prolongeait les travaux d'Optat von Asseldonk, ofm cap, qui, en 1948, venait de consacrer plus de 10 ans d'études à Benoît de Canfield, dans un ouvrage monumental, au style certes défraîchi, mais à l'érudition énorme, qui reste le point de départ de toute recherche sérieuse.

#### Édition ancienne
Benoît de Canfield.Reigle de perfection, contenant un abrégé de toute la vie spirituelle, réduite à ce seul poinct de la volonté de Dieu ; divisé en trois parties. La 1. traitant de la volonté extérieure de Dieu, comprenant la vie active. La 2. de la volonté intérieure, contenant la vie contemplative. La 3. de la volonté essentielle, parlant de la vie supereminente. Composée par le P. Benoist Anglois, de Canfeld en Essex, predicateur capucin. Augmentee en ceste septiesme edition de sa miraculeuse conversion, & un sommaire discours de son heureuse vie & mort ; plus une sienne methode & adresse de l'oraison, avec une lettre qu'autrefois il a escrit au pere Ange de Joyeuse, À Paris, chez la veuve Charles Chastellain, 1621-1622. - 1 vol. ([24]-528-204-[10] p.) : ill. ; in-12.

#### Éditions modernes avec texte vérifié et introduction critique
1. Orcibal Jean, Benoît de Canfield. La règle de perfection, Paris, PUF, 1982
2. James Tyrie, Benoît de Canfield, Rule of perfection. Suivi de Refutation of Iohne Knox . - London : Scolar press, 1970. - 179 p.-56 ff.
3. Kent Emery, Renaissance dialectic and Renaissance piety : Benet of Canfield's rule of perfection : a translation and study , Jr. - Binghamton, N.Y. : Medieval & Renaissance Texts & Studies, 1987. - 323 p. : ill. ; 25 cm. - (Medieval & Renaissance texts & studies ; v. 50).

#### Études
1. Optat de Veghel van Asseldonk, Le P.. - Benoît de Canfield : 1562-1610 : sa vie, sa doctrine et son influence / Optat de Veghel, O.F.M. cap.. - Romae : Institutum historicum ord. fr. min. cap., 1949.
2. Bérubé, Camille. L'amour de Dieu : selon Jean Duns Scot, Porète, Eckhart, Benoît de Canfield et les Capucins  - Roma : Istituto storico dei Cappuccini, 1997. - 239 p.
3. Mommaers P., Le problème de Canfield, Ons Geestelijk Erf Antwerpen, 1984, vol. 58, no1, pp. 41-45
4. Vidal, Daniel, Critique de la raison mystique : Benoît de Canfield : possession et dépossession au XVIIe siècle  - Grenoble : J. Millon, c1990. - 429 p.
5. Renaudin, Paul. Un maître de la mystique française : Benoît de Canfield, Paris, Editions Spes, 1956. - 239 p
6. Sohet, Jean Louis, Le christocentrisme de la règle de perfection de Benoît de Canfield : l'apport des deux premières parties,  2021. Thèse de doctorat. Université de Strasbourg; Pontificio ateneo Antonianum (Roma).